# Kybartai
Kybartai (ryska: Кибартай) är en ort i Litauen. vid gränsen till Kaliningradenklaven. Kybartai ligger 56 meter över havet och antalet invånare är 6 355.
Närmaste större samhälle är Vilkaviskis, 17,3 km öster om Kybartai. Trakten runt Kybartai består till största delen av jordbruksmark.
Kybartai grundades av Bona Sforza som en koloniseringsakt under hennes makes Sigismund I:s regeringsperiod. Orten kallades vid mitten av 1500-talet Jurbarkas och Virbalis.
År 1861 nåddes Kybartai av en gren från Vilnius till gränsen till Preussen av järnvägen mellan Sankt Petersburg och Warsawa. I Kybartai knöts den järnvägen ihop med Preussiska östbanan vid gränsstationen i dåvarande grannsamhället Veržbolovo (Вержболово) (litauiska: Virbalis, tyska: Wirballen). 
Gränsstationen på den preussiska sidan hette Eydtkuhnen och är idag en rysk gränsstation med namnet Tjernysjevskoje (Чернышевское).